# بخش آبلاردو پاردو لزسامتا

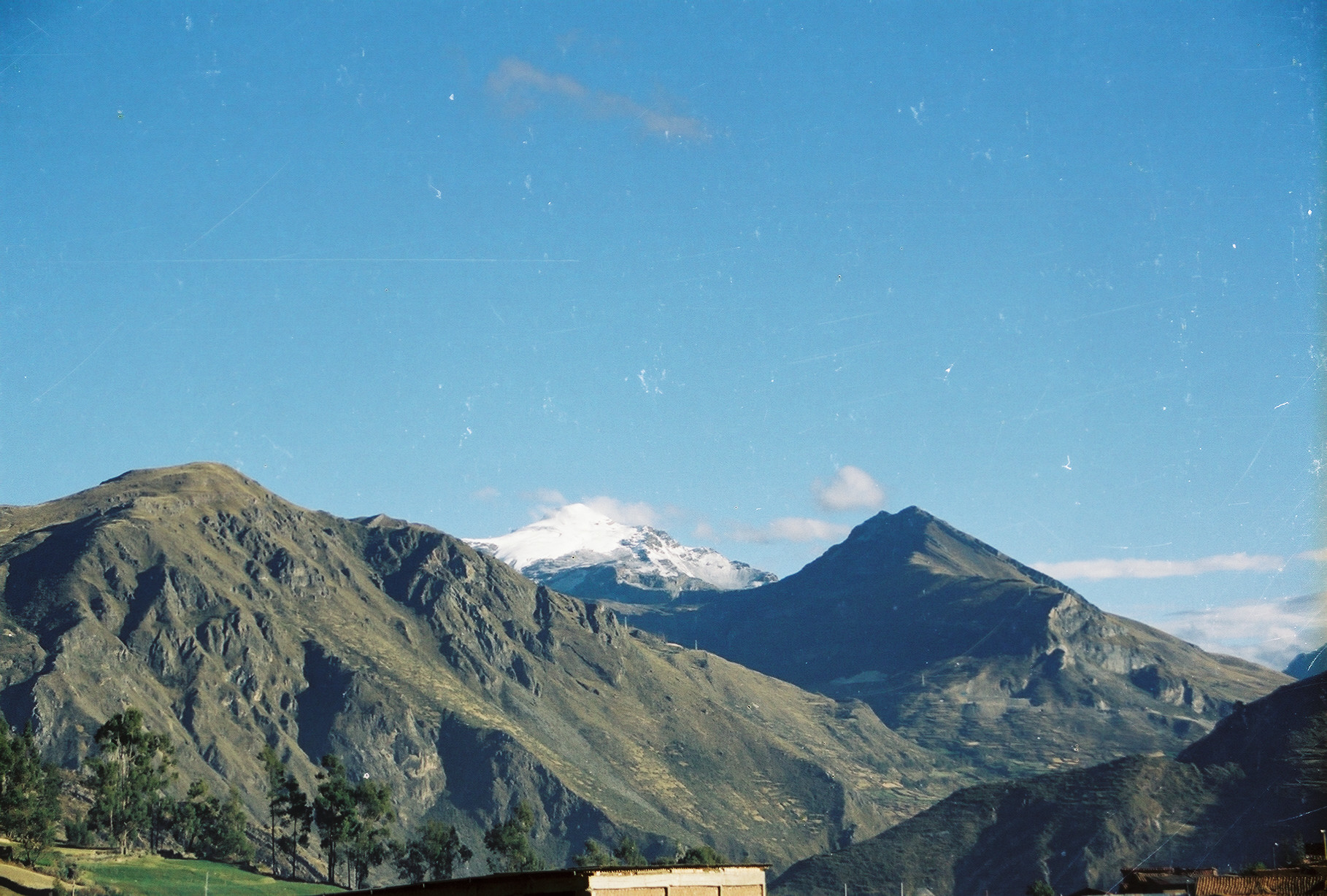
بخش آبلاردو پاردو لزسامتا

منطقه ابلاردو پاردو لزاما (به اسپانیایی: Abelardo Pardo Lezameta District) یک سکونتگاه مسکونی در پرو با جمعیت ۲۶۲ نفر است که در ناحیه انکاش واقع شده‌است.